# San José de los Arroyos
San José de los Arroyos est une ville du département de Caaguazú, Paraguay.